# کروتورن
کروتورن (به انگلیسی: Crowthorne) یک شهرک و محله مدنی در بریتانیا است که در Bracknell Forest واقع شده‌است. کروتورن ۶٬۷۱۱ نفر جمعیت دارد.